# آية درويش
آية درويش (مواليد 17 نوفمبر 1994) هي سباحة إيقاعية مصرية، مثّلت مصر في دورة لندن 2012.

## المشاركة الأولمبية

### لندن 2012
| الرياضيّة/ات                                                                                   | الحدث | النظام الفني | النظام الفني | النظام الحر (التمهيدي) | النظام الحر (التمهيدي) | النظام الحر (التمهيدي) | النظام الحر (النهائي) | النظام الحر (النهائي) | النظام الحر (النهائي) |
| الرياضيّة/ات                                                                                   | الحدث | النقاط       | الترتيب      | النقاط                 | المجموع (فني + حر)     | الترتيب                | النقاط                | المجموع (فني + حر)    | الترتيب               |
| --------------------------------------------------------------------------------------------- | ----- | ------------ | ------------ | ---------------------- | ---------------------- | ---------------------- | --------------------- | --------------------- | --------------------- |
| شذى عبد الرحمن داليا الجبالي                                                                  | ثنائي | 75.700       | 24           | 76.400                 | 152.100                | 24                     | لم تتأهلا             | لم تتأهلا             | لم تتأهلا             |
| ريم عبد العظيم شذى عبد الرحمن آية درويش نور الأفندي داليا الجبالي سمر حسونة يمنى خلاف مي محمد | فرق   | 77.600       | 7            | غ/م                    | غ/م                    | غ/م                    | 78.360                | 155.960               | 7                     |

## روابط خارجية
- آية درويش على موقع الاتحاد الدولي للسباحة (الإنجليزية)
- آية درويش على موقع اللجنة الأولمبية الدولية (الإنجليزية)
- آية درويش على موقع أوليمبيديا (الإنجليزية)